# الفلاح (إسلام)
الفلاح وتعني النجاح وخصوصا ذلك الناتج من تحسين الذات وتعني أيضا السعادة أو الصحة الجيدة. تشير كلمة الفلاح في السياق الإسلامي وبناء على ما جاء في القرآن الكريم عن الأعمال الصالحة التي تتفق مع أوامر الله كإتاء الزكاة والامتناع عن شرب الخمر والميسر.أيضا تسمع كلمة الفلاح خلال الأذان في «حي على الفلاح» وقد تستعمل كاسم مذكر.